# Zuidergasfabriekbrug
De Zuidergasfabriekbrug oftewel brug 311 is een dubbele ophaalbrug gelegen in de buurt Amstelkwartier van de wijk Overamstel aan de rechter Amsteloever in Amsterdam-Oost.
De brug die al in 1912 bestond verbindt het westelijke en oostelijke gedeelte van de Korte Ouderkerkerdijk en overspant de toegang tot de haven van de voormalige Zuidergasfabriek waarvan de voormalige watertoren goed zichtbaar is. Dit terrein maakt thans deel uit van het Park Somerlust.
De witte houten brug is relatief smal en heeft een beperkt draagvermogen (3,5 ton) maar is wel toegankelijk voor het autoverkeer voor de aanliggende huizen en woonboten alhoewel er wel een drietal belemmerende paaltjes staan. De brug dient handmatig te worden bediend met een ketting en kent geen slagboom. De brug maakt onderdeel uit van de fietsroute van Amsterdam langs de rechter Amsteloever en direct na de brug begin het fietspad naar brug 1962 richting Utrechtsebrug en verder langs de Amstel richting Ouderkerk aan de Amstel.
De brug ging altijd naamloos door het leven. In april 2018 vernoemde de gemeente Amsterdam de brug naar die Zuidergasfabriek, die hier tot 1967 gevestigd was.

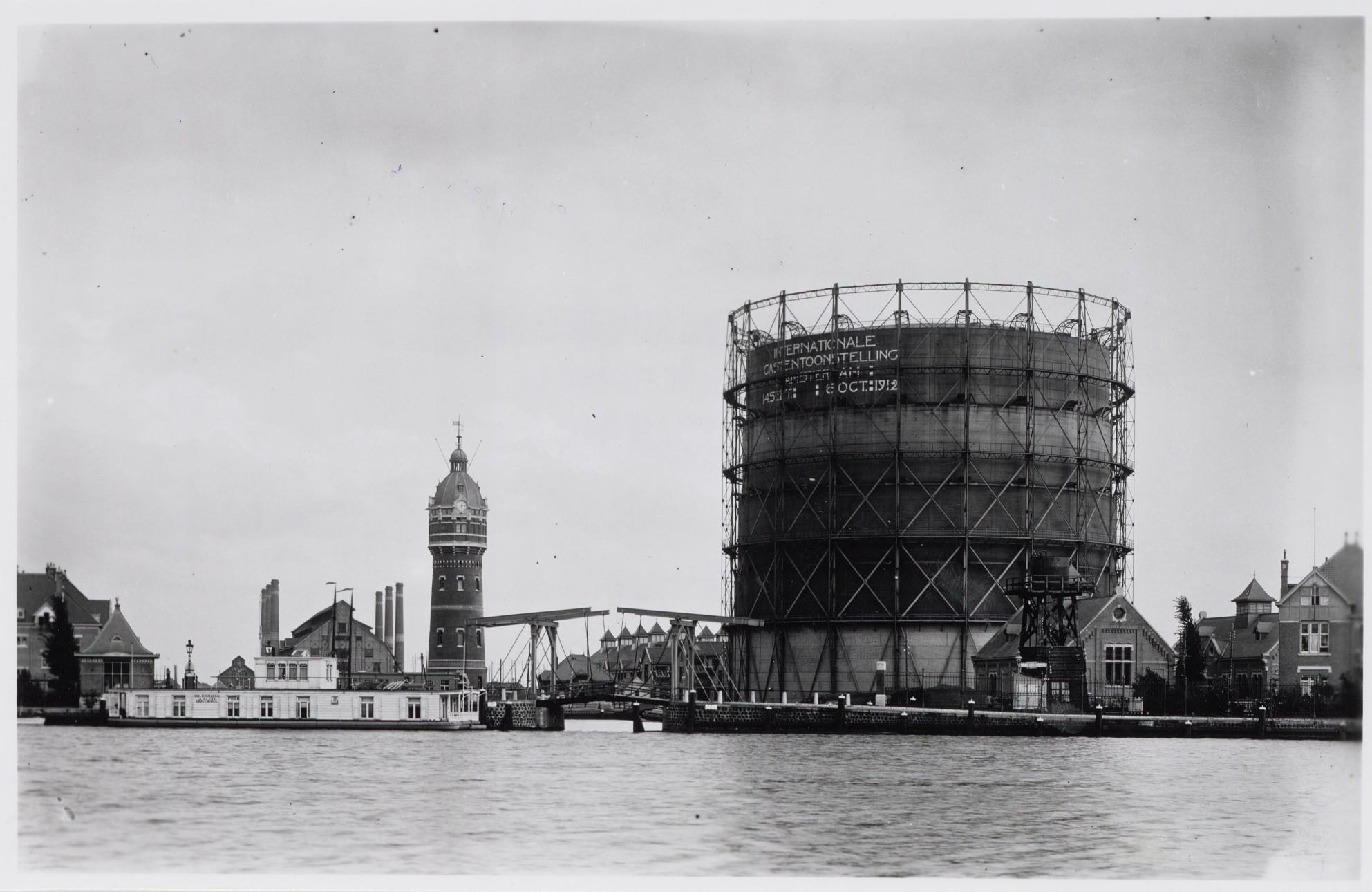
De brug en de watertoren in 1912. Rechts de inmiddels verdwenen gashouder.

<<< · 300 · 301 · 302 · 303 · 304 · 305 · 306 · 307 · 308 · 309 · 310 · 311 · 312 · 313 · 314 · 315 · 316 · 317 · 318 · 320 · 321 · 322 · 323 · 324 · 325 · 327 · 328 · 330 · 331 · 332 · 333 · 334 · 335 · 336 · 337 · 338 · 339 · 340 · 341 · 342 · 343 · 344 · 345 · 346 · 347 · 348 · 349 · 350 · 351 · 352 · 353 · 354 · 355 · 356 · 357 · 358 · 359 · 360 · 361 · 362 · 363 · 364 · 365 · 366 · 367 · 368 · 371 · 372 · 373 · 374 · 375 · 376 · 377 · 378 · 379 · 380 · 381 · 382 · 383 · 385 · 386 · 387 · 388 · 389 · 390 · 391 · 392 · 393 · 394 · 395 · 396 · 397 · 398 · 399 · >>>
Brugnummers 319, 326, 329 (tijdelijke duiker in de Ringspoordijk), 369, 370, 384 zijn niet (meer) vergeven.